# Németh Angéla (politikus)
Cserdiné Németh Angéla magyar politikus, 2018 óta Budapest XV. kerületének polgármestere. Korábban alpolgármesterként is tevékenykedett.

## Pályafutása
1997-ben lépett be a Magyar Szocialista Pártba. Itt alapszervezeti vezetőségi tag lett, majd később a kerületi szervezet elnökségi tagjává választották.
1998-ban Budapest XV. kerületében, Újpalotán egyéni önkormányzati körzetben megválasztott képviselő lettem. Az Ifjúsági és Sport Bizottság, valamint a Szociálpolitikai és Egészségügyi Bizottság tagja is volt. 2002-ben és 2006-ban is egyéni körzetben választották újra.
2014-től a XV. kerület alpolgármestere lett. 
Miután Hajdú László polgármester a 2018-as országgyűlési választásokon mandátumot szerzett, a két tisztség összeférhetetlensége miatt lemondott polgármesteri hivataláról. A 2018. szeptember 30-án rendezett időközi önkormányzati választáson a DK és az MSZP is Németh Angélát jelölték polgármester-jelöltjüknek. A választást végül 50,95 %-al megnyerte, így Németh Angéla lehetett Rákospalota következő polgármestere. A 2019-es és 2024-es önkormányzati választásokon újraválasztották.

## Külső hivatkozások
- Bejegyzés a DK oldalán